# دیوروی‌بارات
دیوروی‌بارات (به مجاری:  Győrújbarát) یک شهرداری در مجارستان است که در ناحیه دیور واقع شده‌است. دیوروی‌بارات ۳۳٫۶۸ کیلومتر مربع مساحت و ۵٬۰۵۳ نفر جمعیت دارد.

## خواهرخوانده
شهرهای Thorigné-Fouillard، نویلینگن و روبیرا خواهرخوانده‌های دیوروی‌بارات هستند.